# Almoloya de Alquisiras
Almoloya de Alquisiras est une municipalité de l'État de Mexico, au Mexique. Elle couvre une superficie de 167,38 km2 et possède 14 196 habitants d'après le recensement de 2005.

## Histoire

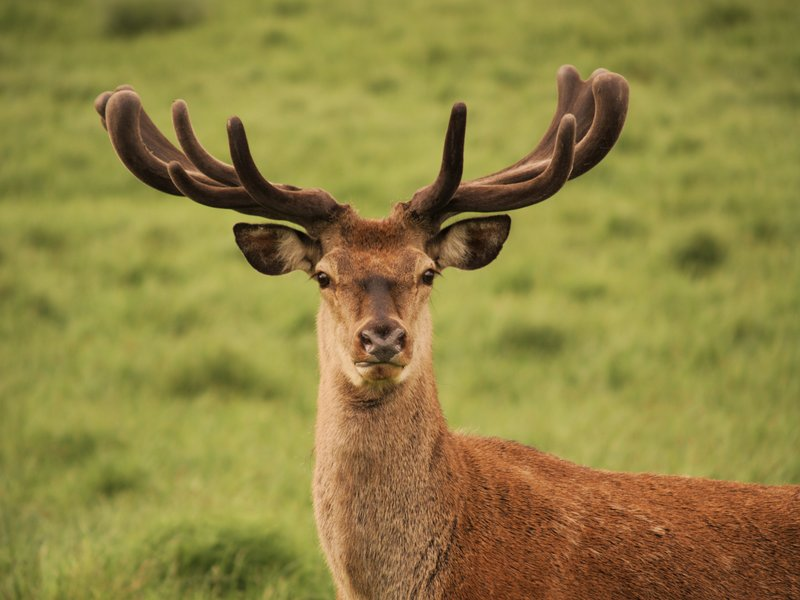
Le cerf vit dans la commune.